# Masseilles
Masseilles is een gemeente in het Franse departement Gironde (regio Nouvelle-Aquitaine) en telt 119 inwoners (1999). De plaats maakt deel uit van het arrondissement Langon.

## Geografie
De oppervlakte van Masseilles bedraagt 6,6 km², de bevolkingsdichtheid is 18,0 inwoners per km².
De onderstaande kaart toont de ligging van Masseilles met de belangrijkste infrastructuur en aangrenzende gemeenten.

## Demografie
Onderstaande figuur toont het verloop van het inwonertal (bron: INSEE-tellingen).

## Afbeeldingen

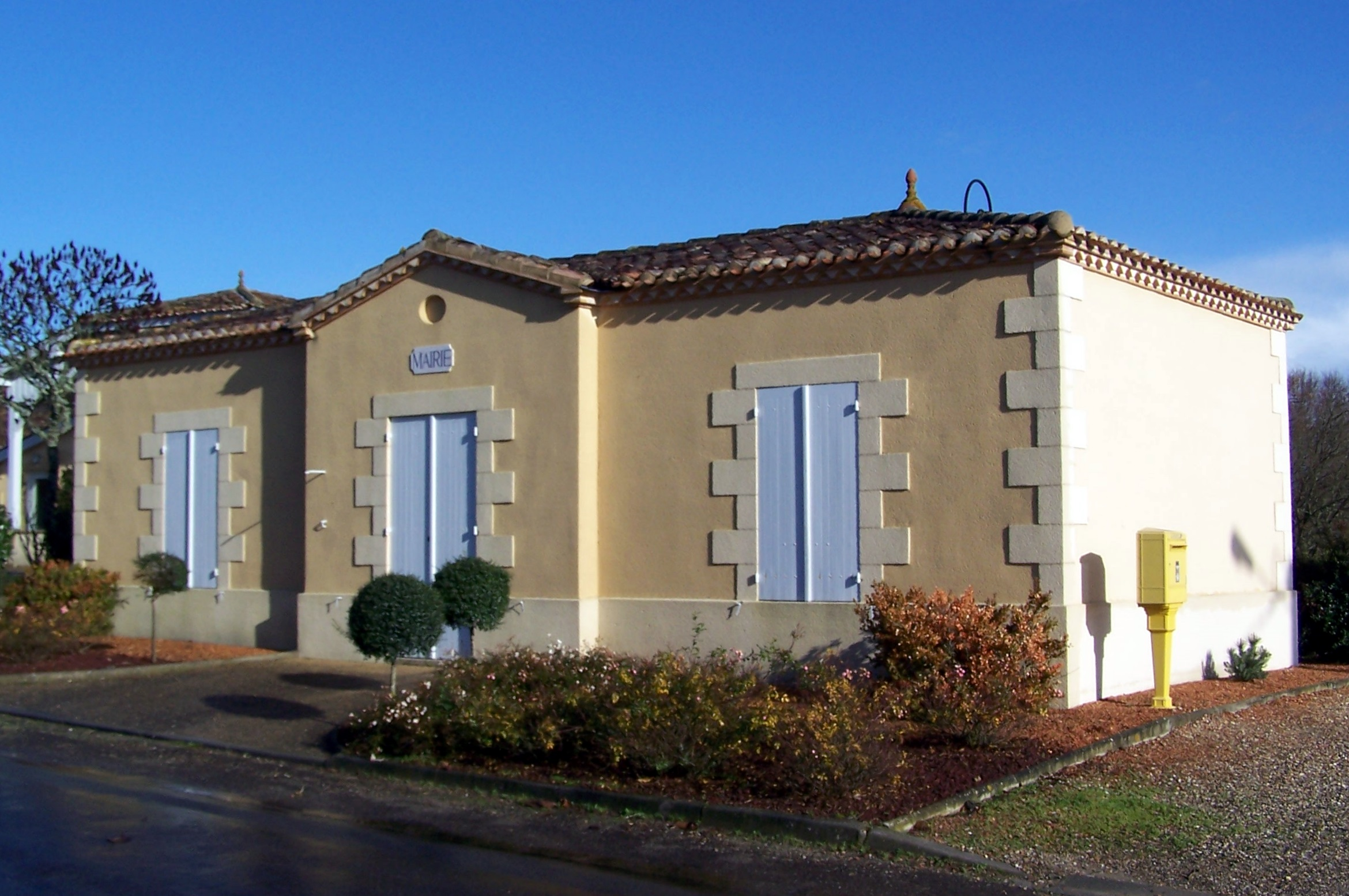
Gemeentehuis
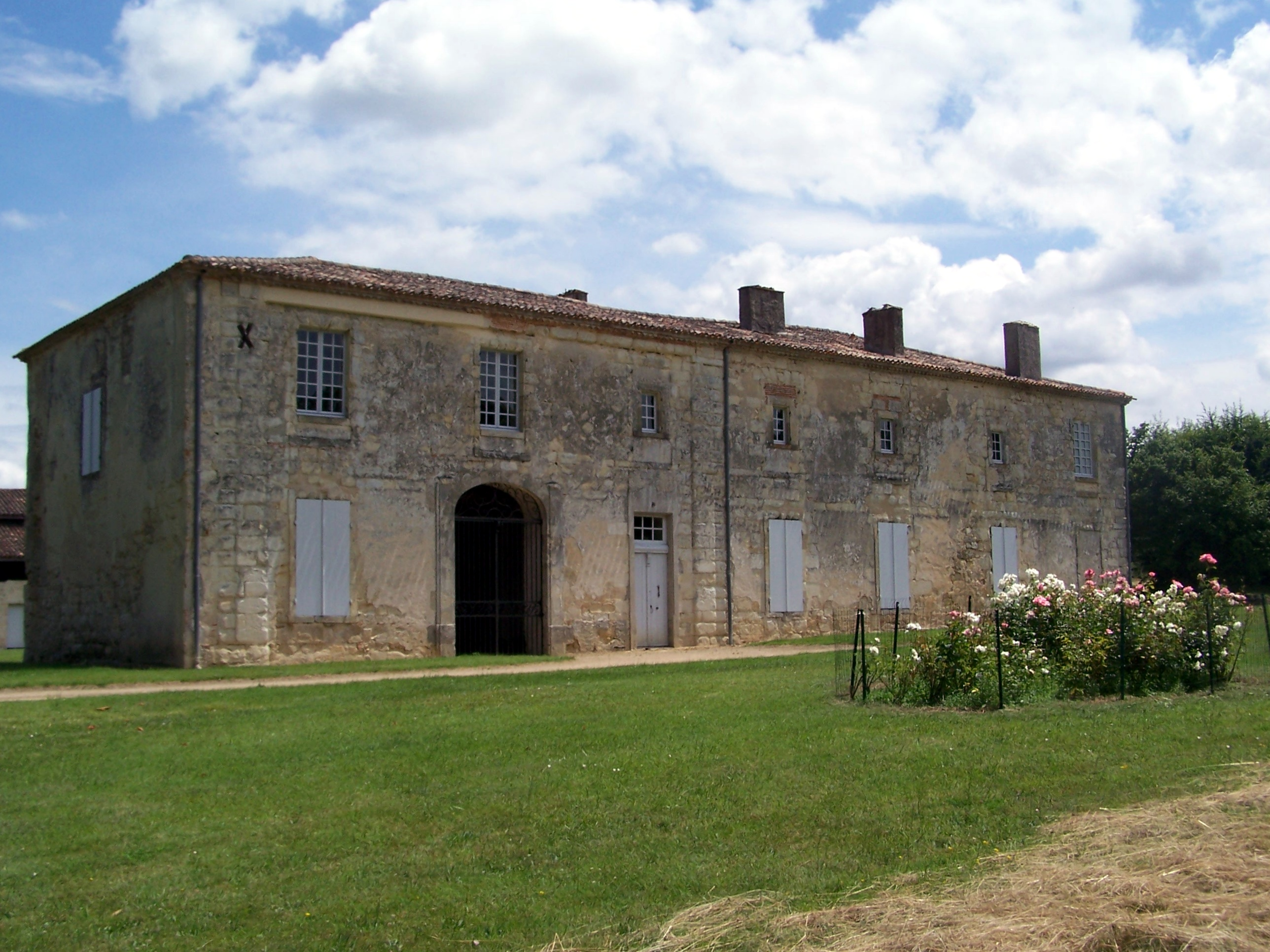
Abbaye de Fontguilhem
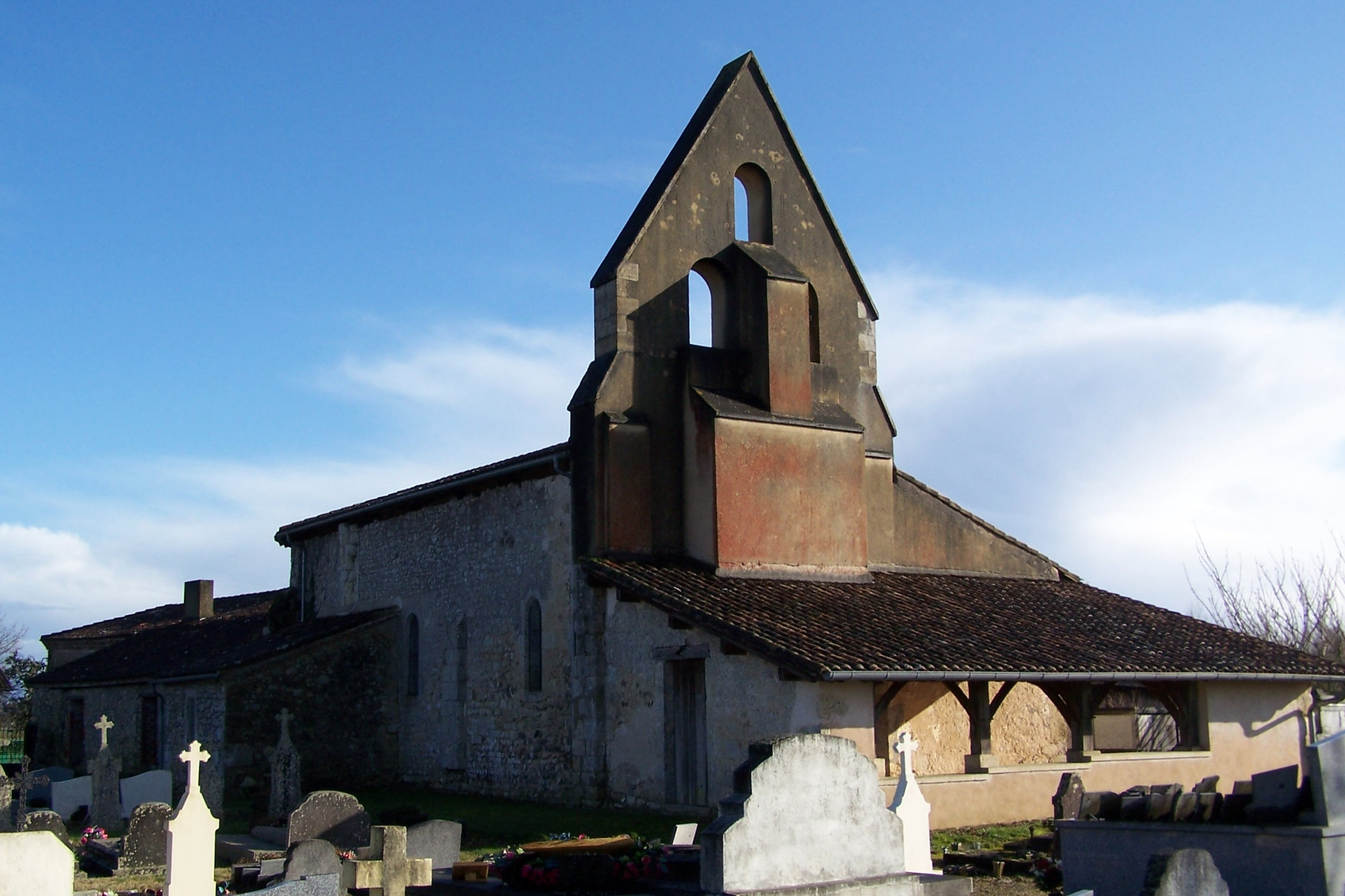
Église Saint-Martin